# Damon Wayans
Damon Kyle Wayans (Nova Iorque, 4 de setembro de 1960) é um ator, roteirista, diretor e comediante americano, conhecido mundialmente por interpretar Michael Richard Kyle, na série My Wife and Kids, transmitida pela ABC. De 2016 a 2019, ele estrelou como Roger Murtaugh na série de televisão Lethal Weapon (Máquina Mortífera).
Ele também estrelou filmes de comédia, alguns dos quais ele co-produziu ou co-escreveu, como Beverly Hills Cop, Blankman e Major Payne.

## Carreira
Damon começou a fazer Stand-up Comedy em 1982. Sua primeira aparição no cinema foi uma breve aparição como um funcionário de hotel afeminado no filme Beverly Hills Cop, ao lado de Eddie Murphy. De 1985 a 1986, ele apareceu no Saturday Night Live como um artista de destaque, antes de ser demitido após apenas onze episódios por improvisar durante um esquete ao vivo, interpretando seu personagem como um policial gay extravagante em vez de um policial hétero.
Começou a carreira na infância, como uma maneira criativa de chamar a atenção de seus pais e dez irmãos. Com o passar dos anos, seu estilo cômico lhe rendeu grande sucesso no palco, no cinema e na televisão. Durante três temporadas, Wayans co-estrelou e trabalhou como roteirista na série aclamada pela crítica e vencedora do Emmy, In Living Color, tendo recebido também duas indicações pessoais ao Emmy. Durante o tempo em que trabalhou no programa, Wayans criou vários personagens e situações inesquecíveis, incluindo-se Homey, o Palhaço; Handiman e o popular Men on Film.
Outros trabalhos em televisão incluem Damon, um show de meia hora de duração, estrelado por ele e no qual trabalhou como produtor executivo. Foi criador e produtor executivo de 413 Hope Street, drama de uma hora de duração que foi indicado para o prêmio People's Choice Awards. Além disso, Wayans foi o produtor executivo de Waynehead, um desenho animado exibido na Warner Bros. americana, onde podemos ouvir as vozes de seus irmãos Kim Wayans, Marlon Wayans e Shawn Wayans.
No cinema, Wayans atuou em Bamboozled, filme escrito e dirigido por Spike Lee, Harlem Aria, filme independente no qual também trabalhou como produtor executivo, Major Payne, Blankman, Bulletproof, Mo' Money, escrito e co-produzido por ele, Great White Hype, Earth Girls Are Easy, Colors e Roxanne.
Wayans fez sucesso também nos grandes espetáculos. Após o início de sua carreira em 1982, viajando pelo circuito de comédias, obteve um papel no famoso programa humorístico Saturday Night Live. Passou então a atuar em seus próprios especiais do canal HBO, como One Night Stand, The Last Stand? e Still Standing.
Seu talento como autor não pode ser desprezado. Em maio de 1999, foi lançado Bootleg, uma engraçada compilação de suas observações sobre família, filhos, casamento e política. O livro foi um grande sucesso e logo estava na lista dos mais vendidos do jornal The New York Times.
De 2001 a 2005, interpretou o pai de família Michael Kyle, na série My Wife And Kids.
Sua última aparição na televisão até então foi uma participação no seriado Happy Endings em 2011.
Em 2014, retorna aos palcos juntos com os irmãos, com o show de Stand-up Comedy Wayans Brothers Tour.
Em setembro de 2016, Wayans estrelou como o policial Roger Murtaugh na série de televisão Lethal Weapon, baseado na série de filmes de mesmo nome.

## Vida pessoal
Wayans é separado e tem quatro filhos, e atualmente mora em Los Angeles.
Em meados de 2013, foi diagnosticado com Diabetes.
Em setembro de 2015, Wayans defendeu o comediante americano Bill Cosby de suas acusações de agressão sexual, afirmando: "Eu só não consigo acreditar nisso tudo. Para mim, é uma busca por dinheiro de algumas delas". Comentários polêmicos que o fez ser duramente criticado nas redes sociais.

## Filmografia
| Cinema | Cinema                  | Cinema                    | Cinema             |
| Ano    | Filme                   | Papel                     | Notas              |
| ------ | ----------------------- | ------------------------- | ------------------ |
| 1984   | Beverly Hills Cop       | Garçom das bananas        |                    |
| 1987   | Hollywood Shuffle       | Guarda-costas #2 / Willie |                    |
| 1987   | Roxanne                 | Jerry                     |                    |
| 1988   | Colors                  | T-Bone                    |                    |
| 1988   | Earth Girls Are Easy    | Zeebo                     |                    |
| 1988   | Punchline               | Percy                     |                    |
| 1988   | I'm Gonna Git You Sucka | Leonard                   |                    |
| 1990   | Look Who's Talking Too  | Eddie (voz)               |                    |
| 1991   | The Last Boy Scout      | Jimmy Dix                 |                    |
| 1992   | Mo' Money               | Johnny Stewart            | Produtor-executivo |
| 1993   | Last Action Hero        | Damon Wayans              |                    |
| 1994   | Blankman                | Darryl Walker             | Produtor-executivo |
| 1995   | Major Payne             | Maj. Benson Payne         | Produtor-executivo |
| 1996   | Celtic Pride            | Lewis Scott               |                    |
| 1996   | The Great White Hype    | James "O Ceifador" Roper  |                    |
| 1996   | Bulletproof             | Buster Perkin             |                    |
| 1999   | Harlem Aria             | Wes                       | Produtor-executivo |
| 1999   | Groosed                 | Dr. Steven Hamel          |                    |
| 2000   | Bamboozled              | Pierre Delacroix          |                    |
| 2003   | Marci X                 | Dr. S                     |                    |
| 2006   | Farce of the Penguins   | Pinguim (voz)             |                    |
| 2006   | Behind the Smile        | Charlie Richman           | Diretor; Produtor  |

| Televisão | Televisão                          | Televisão                        | Televisão                                       |
| Ano       | Título                             | Papel                            | Notas                                           |
| --------- | ---------------------------------- | -------------------------------- | ----------------------------------------------- |
| 1986      | Triplecross                        | Ornery                           |                                                 |
| 1987      | Sweet Surrender                    | Ray                              | 1 episódio                                      |
| 1987      | A Different World                  | Marvin Haven                     | 1 episódio                                      |
| 1985-1995 | Saturday Night Live                | Vários personagens / Host / Monk | 12 episódios                                    |
| 1990      | Damon Wayans: The Last Stand?      |                                  | Documentário TV; Produtor-executivo             |
| 1990-2001 | In Living Color                    | Vários                           | 90 episódios                                    |
| 1996-1997 | Waynehead                          |                                  | Produtor-executivo                              |
| 1997      | Damon Wayans: Still Standing       |                                  | Produtor-executivo                              |
| 1997-1998 | 413 Hope Street                    |                                  | Produtor-executivo                              |
| 1998      | Damon                              | Damon Thomas                     | 13 episódios; Produtor-executivo                |
| 2001-2005 | My Wife and Kids                   | Michael Kyle                     | 123 episódios; Produtor-executivo               |
| 2006      | The Underground                    | Vários                           | 11 episódios; Diretor; Produtor-executivo       |
| 2008      | Never Better                       | Keith                            | Produtor-executivo                              |
| 2009      | Giuseppe                           |                                  | Diretor; Produtor-executivo                     |
| 2009      | Eye Shat                           |                                  | Diretor; Produtor-executivo                     |
| 2011      | Happy Endings                      | Francis Williams                 | 1 episódio                                      |
| 2011      | Herd Mentality                     | Jimmy Crowder                    |                                                 |
| 2016-2019 | Máquina Mortífera                  | Roger Murtaugh                   |                                                 |
| 2018      | Happy Together                     | Mike Davis                       | 1 episódio                                      |
| 2021      | Live in Front of a Studio Audience | Willis Drummond                  | Episódio em homenagem a série Diff'rent Strokes |

## Prêmios[3]

### Primetime Emmy Awards
| Ano  | Categoria                                                              | Programa        | Resultado |
| ---- | ---------------------------------------------------------------------- | --------------- | --------- |
| 1990 | Melhor Roteirista de um Programa de Variedade ou de Música             | In Living Color | Indicado  |
| 1991 | Melhor Performance Individual em um Programa de Variedade ou de Música | In Living Color | Indicado  |
| 1991 | Melhor Roteirista de um Programa de Variedade ou de Música             | In Living Color | Indicado  |
| 1992 | Melhor Roteirista de um Programa de Variedade ou de Música             | In Living Color | Indicado  |

### NAACP Image Awards
| Ano  | Categoria                       | Série            | Resultado |
| ---- | ------------------------------- | ---------------- | --------- |
| 2002 | Melhor Ator em Série de Comédia | My Wife and Kids | Indicado  |
| 2003 | Melhor Ator em Série de Comédia | My Wife and Kids | Indicado  |
| 2004 | Melhor Ator em Série de Comédia | My Wife and Kids | Indicado  |
| 2005 | Melhor Ator em Série de Comédia | My Wife and Kids | Indicado  |

### MTV Movie Awards
| Ano  | Categoria            | Filme              | Resultado |
| ---- | -------------------- | ------------------ | --------- |
| 1992 | Melhor Dupla em Cena | The Last Boy Scout | Indicado  |

### People's Choice Awards
| Ano  | Categoria                                                    | Série            | Resultado |
| ---- | ------------------------------------------------------------ | ---------------- | --------- |
| 2002 | Melhor Performance de um Ator em uma Nova Série de Televisão | My Wife and Kids | Venceu    |

### BET Awards
| Ano  | Categoria                                 | Série            | Resultado |
| ---- | ----------------------------------------- | ---------------- | --------- |
| 2004 | Melhor Ator Principal em Série de Comédia | My Wife and Kids | Venceu    |
| 2005 | Melhor Ator Principal em Série de Comédia | My Wife and Kids | Indicado  |

### Satellite Awards
| Ano  | Categoria                                  | Série            | Resultado |
| ---- | ------------------------------------------ | ---------------- | --------- |
| 2003 | Melhor Ator em Série Musical ou de Comédia | My Wife and Kids | Indicado  |
| 2005 | Melhor Ator em Série Musical ou de Comédia | My Wife and Kids | Indicado  |

### Stinkers Awards
| Ano  | Categoria          | Filme   | Resultado |
| ---- | ------------------ | ------- | --------- |
| 2003 | Pior Dupla em Cena | Marci X | Indicado  |